# Tobin Heath
Tobin Heath (født 29. maj 1988) er en amerikansk fodboldspiller, der spiller som angriber for Manchester United i den engelske FA Women's Super League og for USA's kvindefodboldlandshold. Før skiftet til Manchester United spillede hun for Portland Thorns FC. I 2016 blev hun hædret som U.S. Soccer Athlete of the Year. Hun vandt guld med USA ved Sommer-OL 2008 og 2012 og vandt verdensmesterskabet i 2015 og 2019.